# Pavel Havlík
Pavel Havlík také Louis Havlík (29. května 1953 Roudnice nad Labem – 19. dubna 2017 Liberec) byl hudební skladatel, textař, kytarista, rozhlasový publicista a hudební pedagog.

## Životopis
Byl zakladatelem skupiny ...a Hosté, ve které působil s Miroslavem Ošancem, Janem Nikendeyem, Naďou Machovou a později Ivou Sekotovou. Spolupracoval i s dalšími českými folkovými a bluesovými skupinami, například Jarret, Jen tak, Pohromadě na přehradě či Těla.
Věnoval se i výuce hry na kytaru, spolu s Miroslavem Ošancem byl spoluzakladatelem Nové hudební školy ve Vratislavicích. Věnoval se i psaní hudby k divadelním hrám. Byl spoluautorem hudby k divadelní hře Vánoce s Kulišákem v Naivním divadle v Liberci. Společně s Frederikem Velinským, synem písničkáře Jaroslava Velinského vydal hudební publikaci 1419 kytarových akordů, a dále publikaci Je to brnkačka. Působil jako hudební publicista v Českém rozhlase v Ústí nad Labem, kde více než 13 let připravoval týdeník Zvukový Portýr.
Žil převážně v Liberci, kde byl dlouhá léta činný v Experimentálním studiu, ve kterém působil od jeho začátků v Barvířské ulici, a stejně tak i po jeho přestěhování do Lidových sadů.
Od Zuzany Navarové dostal svého času nabídku ke spolupráci, kterou odmítl. Několik let pečoval o svou postiženou dceru Kateřinu. Přibližně od roku 2015 žil až do konce svého života v Osečné.

## Dílo

### Publikace
- 1419 kytarových akordů: encyklopedie prstokladů akordů pro kytaristy / Pavel Havlík, Frederik Velinský
- Je to brnkačka: pravá ruka kytaristy - úvod do prstové techniky kytarových doprovodů / Pavel Havlík, Miroslav Ošanec
- Na tom našem dvoře: lidové písně v jednoduché úpravě pro zobcovou flétnu, kytaru a zpěv / Pavel Havlík, Miroslav Ošanec
- Nesem Vám noviny: vánoční koledy v jednoduché úpravě pro zobcovou flétnu, kytaru a zpěv / Pavel Havlík , Miroslav Ošanec

### Diskografie
- ... a hosté (Liberec)
- Porta 86 (Supraphon, 1986), skladba č. 8 - Snění
- Blues O Zipu / Houpací Síť (Supraphon, 1988)
- Slavnosti ticha (Rival, 1992)